# J'aime lire
J’aime lire est un magazine de littérature jeunesse édité depuis 1977 par le groupe français Bayard Presse, destiné aux 7-10 ans. La revue propose chaque mois un roman en plusieurs chapitres, des jeux et une bande dessinée et des petites histoires. Très reconnaissable à son petit format et à sa couverture rouge, il est le plus lu des magazines de sa catégorie.

## Répartition du magazine
La revue est divisée en trois parties : un roman accessible aux enfants du primaire ; quelques pages de jeux ; plusieurs planches de bande dessinée.

### Le roman
Chaque numéro commence par un roman illustré, relu par des orthophonistes,.

### Les bandes dessinées
Initialement, la revue se termine avec des planches de Tom-Tom et Nana de Jacqueline Cohen pour le texte, Bernadette Després aux dessins, Evelyne Reberg, la co-scénariste et Catherine Viansson-Ponté, la coloriste. Tom-Tom et Nana Dubouchon, frère et sœur, accumulent les aventures dans le restaurant tenu par leurs parents. Leur grande sœur s'appelle Marilou, la maman Yvonne, le papa Adrien. Face au succès de leurs aventures des albums entiers d'histoires ont été publiés ; puis ils ont laissé la place à de nouveaux héros. En 2019, au Festival d'Angoulême, Bernadette Després expose notamment ses planches de Tom-Tom et Nana.
La série s'arrête en 2009 mais les albums Tom-Tom et Nana, qui reprennent les épisodes parus dans J’aime lire, restent un incontournable de la bande dessinée jeunesse. En 2014, ils sont en tête des ventes de l’édition Jeunesse depuis plus de 10 ans.
Il s'ensuit une période d’alternance entre Tom-Tom et Nana, Ariol et Fripouille et Malicette. La revue passe alors à deux bandes dessinées par numéro.
En décembre 2005, l’histoire de Tom-Tom et Nana fait une seule page, et de nouvelles séries apparaissent, Anatole Latuile tous les mois et Suzie et Godefroy durant trois ans qui alterne un mois sur l’autre avec Ariol[Passage à actualiser].
Depuis 2013 au moins, chaque numéro comporte trois bande dessinées : Anatole Latuile, Ariol et La cantoche,.

## Histoire

### Développement
À l'origine du titre on trouve Jacqueline Kerguéno, orthophoniste et Anne-Marie de Besombes, rédactrice en chef. À travers l'observation du comportement d'enfants vis-à-vis de l'objet livre, l'équipe à l'origine du titre acquiert plusieurs convictions : la nécessité d'illustrer le texte au maximum, de bien le structurer pour que le lecteur s'y retrouve et de développer une histoire qui ne nécessite pas de lire plusieurs pages avant qu'il ne se passe quelque chose.
Le lancement du magazine est annoncé dès 1976 en souscription. Le premier numéro y est annoncé avec une couverture intitulée Un renard à la maison. En raison d'une recrudescence des cas de rage signalés à cette période, ce numéro est retiré de la vente et le numéro 1 issu d'un retirage est alors Le secret de la chambre au coucou.
En 2017, à l'occasion des quarante ans du titre, J'aime lire sort un numéro hors-série de 206 pages qui reprend dix de ses « romans culte » : 
- Le mot interdit (no 61, février 1982)
- La princesse et le nain vert (no 92, septembre 1984)
- Lʼenfant bleu (no 169, février 1991)
- Les Patacolors, jʼadore ! (no 183, avril 1992)
- Journée poubelle pour Gaëlle (no 218, mars 1995)
- Un Martien dans le frigo (no 255, avril 1998)
- Les bestioles (no 387, avril 2009)
- Une grand-mère au grand cœur (no 412, mai 2011)
- Capitaine Catalina (no 421, février 2012)
- Ma copine Vampirette (no 453, octobre 2014)

### Diffusion
À l'occasion des 40 ans du titre, de nombreux médias indiquent un chiffre de 2,5 millions de lecteurs mensuels pour la revue, en rapportant l'information à l'enquête Ipsos junior connect 2017 commandée par plusieurs éditeurs de presse jeunesse. Les résultats de l'enquête 2018, disponibles en ligne, font état d'un lectorat pour J'aime lire établi à 1 628 000, pourtant en progression par rapport à l'année précédente.
En termes de diffusion, l'alliance pour les chiffres de la presse et des médias fait état d'une diffusion totale payée de 161 658 exemplaires pour l'année 2019. Cette valeur est en progression constante depuis 2016 au moins. La part d'abonnement compte pour plus de 90 % des exemplaires vendus.

### Identité visuelle
Le titre J’aime lire est reconnaissable grâce à ses couvertures encadrées de rouge[source insuffisante], à son logo de couleur jaune, et à sa mascotte anthropomorphique, un crayon nommée Bonnemine, de couleur bleue depuis 1979. Le lettrage du logotype et le dessin de la mascotte ont connu de nombreuses variations au cours des années[source insuffisante].
En 2010, Bonnemine est redessiné par Guillaume Clairat, alias Ohm, dans un style d’inspiration manga et kawaii.

Logo original de 1977 — no 1 (février 1977) à no 31 (août 1979)
Logo à partir de 1979 — no 32 (septembre 1979) à no 116 (septembre 1986)
Logo à partir de 1986 — no 117 (octobre 1986) à no 215 (décembre 1994)
Logo à partir de 1995 — no 216 (janvier 1995) à no 307 (août 2002), lettrage utilisé jusqu’au no 355 (août 2006)
Logo à partir de 2006 — no 356 (septembre 2006) à no 384 (janvier 2009), mascotte utilisée dès le no 313 (février 2003), mais coiffée d’une casquette
Logo à partir de 2009 — no 385 (février 2009) à no 403 (août 2010)
Logo à partir de 2010 — no 404 (septembre 2010) à no 434 (mars 2013)
Logo actuel, utilisé depuis avril 2013 — no 435 (avril 2013)

## Postérité
Chaque année, les lecteurs du magazine décernent le « Bonnemine d'or » à leur numéro préféré. Le concours existe depuis plus de 20 ans.
Certains romans sont, après deux ans, publiés en poche, dans une collection à l'identité visuelle revisitée à l'occasion des 40 ans du titre et qui met en avant la marque J'aime lire et sa couleur. La collection compte environ 150 titres publiés. Parmi les héros récurrents de J'aime lire, on peut citer L'espionne de Marie-Aude Murail et Frédéric Joos, et Crapounette de Bertrand Fichou et Anne Wilsdorf.
Quelques titres de la collection se retrouvent dans la liste des livres sélectionnés par le ministère de l'Éducation nationale, notamment La Villa d'en face de Boileau-Narcejac.
Le magazine a décerné annuellement de 1995 à 2014, suivant les suffrages de ses petits lecteurs, un prix Tam-Tam au salon du livre jeunesse de Montreuil.
En partenariat avec les librairies Cultura, J'aime lire attribue chaque année le prix du premier roman 7-10 ans.

## Autres titres
J’aime lire est édité en anglais depuis 1996 sous le titre « Adventure Box »,, et en catalan depuis 1994 en tant que « Tiro Liro ». Il est également édité en espagnol sous le titre de « Leo Leo » depuis 1986, en chinois comme « Red Apple » depuis 1977, et en Afrique francophone en tant que « Planète J’aime Lire » depuis 2017.
Déclinaison de J'aime Lire en l'Afrique de l'Ouest, Planète J'aime Lire collabore avec des auteurs et illustrateurs de la sous-région (Josué Guébo, Tiémoko Sylla, Jean-Kevin Serayé, Carmen Manga, Elisa Villebrun, Marie-Alix de Putter, Fabipen, Epiphanie Kouadio, etc.) pour créer des histoires inédites et adaptées aux enfants du continent africain.
La revue a donné naissance à d’autres revues de lecture, basées sur le même principe mais pour différentes tranches d’âges : Je bouquine, destinée aux adolescents de 12–15 ans ; J'aime lire Max (DLire jusqu’en 2014), pour les 9-13 ans ; Mes premiers J'aime lire, pour les plus jeunes apprenant à lire, au départ conçu comme un hors-série pour le premier trimestre du CP, et devenu un magazine à part entière.
J’aime lire a également inspiré des revues similaires chez les éditeurs Fleurus, Milan, etc.[réf. souhaitée]